# Переа, Луис Альберто
Луис Альберто Переа Перес (род. 3 сентября 1986 года в Медельине, Антьокия, Колумбия) — колумбийский футболист, нападающий.

## Ранние годы
Он является сыном колумбийского футболиста, участника чемпионата мира Луиса Карлоса Переа.
Переа учился в Старшей высшей школе Майами Сансет, которую окончил в 2004 году.

## Карьера
После окончания его контракта с «Атлетико Насьональ» в середине 2009 года игрок стал свободным агентом. Позже для усиления состава его купил «Депортес Толима», клуб продал его в начале 2010 года. Затем он отправляется в Перу, чтобы играть за «Леон де Уануко». Клубу удалось стать первым в своей группе и выйти в финальную часть чемпионата Перу 2010 года в рамках одной из лучших кампаний в истории команды. Хотя Переа всегда был силён в атаке, команда проиграла в финале «Универсидад Сан-Мартин». Переа забил пенальти во втором плей-офф и с 23 голами стал вторым лучшим бомбардиром турнира после Хибера Арриолы.
В 2010 году он подписал контракт с клубом «Депортиво Кито» из Эквадора, не имея достаточного количества игровой практики в команде, он был отдан в аренду в «Эвертон» из Примеры B Чили, где стал регулярным игроком основы. После 13 матчей с «Эвертоном» в январе 2012 года он был продан в «Универсидад Сан-Мартин» из чемпионата Перу, вследствие различных проблем он покинул клуб, чтобы присоединиться к «Далласу» из MLS, США. В апреле 2012 года он решил разорвать свой контракт с «Далласом», чтобы вернуться в «Универсидад Сан-Мартин». Переа подписал новый контракт на два года. В том же году он сыграл в Южноамериканском кубке, всего за сезон провёл 29 матчей и забил 11 голов.
В 2015 году Переа перешёл в «Спорт Уанкайо». 5 ноября он забил свои первые два мяча, принеся победу своей команде со счётом 5:3 над «Спортинг Кристал». В 2016 году игроком усилился «Универсидад Сесар Вальехо». Его дебют состоится 3 февраля в первом раунде Кубка Либертадорес 2016 в матче против «Сан-Паулу». Он попрощался с командой, после того, как «Универсидад Сесар Вальехо» разорвал его контракт за отсутствие на трёх тренировках и поездку в США без разрешения. В июле 2016 года он вернулся в «Спортинг Уанкайо». 11 августа он сыграл в Южноамериканском кубке 2016, его команда проиграла со счётом 2:1 «Депортиво Ансоатеги». 16 января 2017 года он подписал контракт со «Спорт Росарио» из Примеры Перу. 19 февраля он забил первый гол в матче со «Спортинг Кристал», его клуб победил со счётом 2:1.
В январе 2018 года он перешёл в клуб ФАС из чемпионата Сальвадора. 4 февраля он сыграл свой первый матч за команду против «Драгона».
25 февраля 2019 года Переа подписал контракт с клубом новообразованной Канадской премьер-лиги «Галифакс Уондерерс». Дебют за «Уондерерс» 4 мая 2019 года в матче против «Фордж» отметил голом. 14 декабря 2019 года клуб объявил, что в следующем сезоне Переа не вернётся.
30 декабря 2019 года Переа присоединился к перуанскому клубу «Карлос Стейн», который впервые пробился в высший дивизион страны.
В апреле 2020 года вернулся в ФАС перед сезоном Апертуры. 25 октября он сыграл первый матч после возвращения против «Онсе Депортиво», игра завершилась без голов.